# 根岸町 (横須賀市)
根岸町（ねぎしちょう）は、神奈川県横須賀市の地名。現行行政地名は根岸町一丁目から根岸町五丁目。住居表示実施済区域。

## 地理
横須賀市の東部にある大津地区に属し、東に池田町、南に森崎、西と北に公郷町、北東に三春町と大津町と接している。

### 河川
- 平作川

### 地価
住宅地の地価は、2023年（令和5年）1月1日の公示地価によれば、根岸町4-29-9の地点で15万4000円/m2となっている。

## 世帯数と人口
2023年（令和5年）4月1日現在（横須賀市発表）の世帯数と人口は以下の通りである。
| 丁目         | 世帯数    | 人口    |
| ------------ | --------- | ------- |
| 根岸町一丁目 | 444世帯   | 960人   |
| 根岸町二丁目 | 924世帯   | 1,956人 |
| 根岸町三丁目 | 1,161世帯 | 1,963人 |
| 根岸町四丁目 | 1,287世帯 | 2,539人 |
| 根岸町五丁目 | 733世帯   | 1,487人 |
| 計           | 4,549世帯 | 8,905人 |

### 人口の変遷
国勢調査による人口の推移。
| 年                 | 人口  |
| ------------------ | ----- |
| 1995年（平成7年）  | 9,177 |
| 2000年（平成12年） | 8,877 |
| 2005年（平成17年） | 8,918 |
| 2010年（平成22年） | 8,934 |
| 2015年（平成27年） | 8,875 |
| 2020年（令和2年）  | 8,782 |

### 世帯数の変遷
国勢調査による世帯数の推移。
| 年                 | 世帯数 |
| ------------------ | ------ |
| 1995年（平成7年）  | 3,425  |
| 2000年（平成12年） | 3,541  |
| 2005年（平成17年） | 3,784  |
| 2010年（平成22年） | 3,860  |
| 2015年（平成27年） | 3,984  |
| 2020年（令和2年）  | 4,122  |

## 事業所
2021年（令和3年）現在の経済センサス調査による事業所数と従業員数は以下の通りである。
| 丁目         | 事業所数  | 従業員数 |
| ------------ | --------- | -------- |
| 根岸町一丁目 | 41事業所  | 392人    |
| 根岸町二丁目 | 101事業所 | 682人    |
| 根岸町三丁目 | 169事業所 | 2,049人  |
| 根岸町四丁目 | 123事業所 | 733人    |
| 根岸町五丁目 | 39事業所  | 274人    |
| 計           | 473事業所 | 4,130人  |

### 事業者数の変遷
経済センサスによる事業所数の推移。
| 年                 | 事業者数 |
| ------------------ | -------- |
| 2016年（平成28年） | 503      |
| 2021年（令和3年）  | 473      |

### 従業員数の変遷
経済センサスによる従業員数の推移。
| 年                 | 従業員数 |
| ------------------ | -------- |
| 2016年（平成28年） | 4,295    |
| 2021年（令和3年）  | 4,130    |

## 交通

### 鉄道
- 京浜急行電鉄 久里浜線
  - 北久里浜駅

### 道路
- 国道134号
- 神奈川県道27号横須賀葉山線

## 施設
- 横須賀南警察署 北久里浜駅前交番
- 京急ストア スパーク北久里浜店[14]

## その他

### 日本郵便
- 郵便番号 : 239-0807[2]（集配局 : 久里浜郵便局[15]）。